# Torre Giralt
Torre Giralt és una casa de Sant Joan Despí (Baix Llobregat) inclosa a l'Inventari del Patrimoni Arquitectònic de Catalunya. És una torre de planta rectangular voltada de jardí. Consta de planta baixa més una única habitació al pis superior voltada de terrat. És una construcció de línia purament geomètrica. La teulada és plana. L'única decoració són els tons salmó sobre l'arrebossat blanc de les façanes que emmarquen totes les obertures de la casa, igual que sota els ràfecs. Els forjats de portes, balcons i terrat són decorats amb sanefes florals, que són l'única decoració curvilínia de l'edificació. Es conserva íntegrament segons el disseny original.
Pot servir de model de les torres edificades a la vila de Sant Joan com lloc d'estiueig dels barcelonins al primer quart del segle actual i que avui encara realitza les mateixes funcions. La promotora de l'obra fou Cristina Canalies, Vda. de Girals, domiciliada al carrer del Consell de Cent núm. 325, 3r 1a de Barcelona, en el moment en què sol·licità la llicència municipal d'obres (10/2/1914). La llicència li fou concedida el 3/3/1914.